# Université Griffith
L'université Griffith (en anglais, Griffith University) est une université australienne, basée à Brisbane et sur la Gold Coast.

## Historique
L'université Griffith a été officiellement fondée en 1971 et a ouvert ses portes en 1975 avec 451 élèves répartis sur quatre écoles : environnement australien, lettres, Asie moderne et sciences. L'Université a commencé sur le campus Nathan et plusieurs de ses campus actuels se distinguent par leur caractère de proximité au sein des grandes agglomérations urbaines.  
Les bâtiments en grappes, les installations sportives, les réserves naturelles et les aires de loisirs sont reliées par des réseaux intégrés de chemins de randonnées.  
L'université a été distinguée par son enseignement basé sur une approche des problèmes plutôt que d'une conception plus théorique des cours et de la recherche. L'université a maintenant une gamme complète de formations, comme les lettres, l'enseignement, la médecine, la chirurgie dentaire, l'ingénierie, le commerce, les sciences et le droit. 
L'université porte le nom de l'ancien Premier ministre du Queensland, et juge de la Haute Cour d'Australie, Sir Samuel Griffith, qui était aussi l'auteur principal de la constitution australienne.

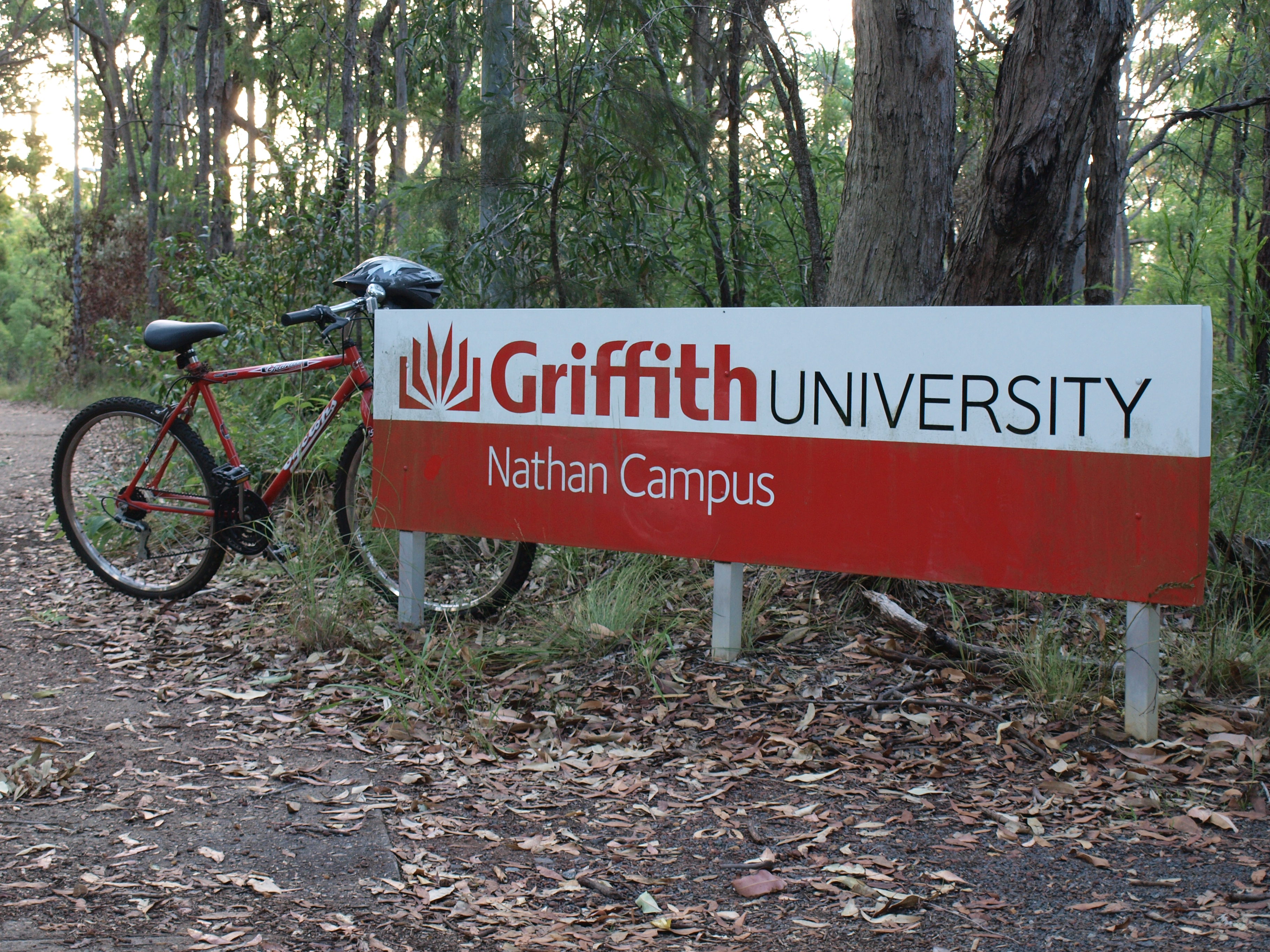
Entrée du campus Nathan de l'université Griffith.